# The L Word – Wenn Frauen Frauen lieben
The L Word – Wenn Frauen Frauen lieben (Originaltitel: The L Word) ist eine Fernsehserie des US-amerikanischen Pay-TV-Senders Showtime. Sie wurde von 2004 bis 2009 in sechs Staffeln ausgestrahlt.
Die Serie handelt von einer Clique lesbischer, bisexueller, heterosexueller und transgeschlechtlicher Freunde in West Hollywood und behandelt Themen wie lesbische Elternschaft, künstliche Befruchtung oder Coming-out, aber auch Drogenmissbrauch, Abtreibung, Rassismus, Extremismus, Transidentität und Brustkrebs.
Die Serie wurde weltweit in über 30 Ländern ausgestrahlt. 2019 wurde mit der Ausstrahlung der Fortsetzung The L Word: Generation Q begonnen.

## Idee und Produktion
Die Serienidee stammt von der US-amerikanischen Autorin und Produzentin der Serie, Ilene Chaiken (Barb Wire, Der Prinz von Bel-Air). Weitere Produzenten waren u. a. Steve Golin (Being John Malkovich, Vergiss mein nicht!) und Larry Kennar (Barbershop). Neben Chaiken gehörten unter anderem Guinevere Turner (Go Fish, American Psycho), Rose Troche (Go Fish, Six Feet Under) und bei 14 Folgen auch Alexandra Kondracke zu den Autoren.
The L Word wurde überwiegend im kanadischen Vancouver in den Coast Mountain Films Studios gedreht. Für die Außenaufnahmen verbrachte die Crew pro Staffel rund zwei bis drei Wochen in Los Angeles.
Im englischsprachigen Original beginnt der Name jeder Episode mit dem Buchstaben L. Dies ist in der deutschen Version nur in der zweiten Staffel der Fall. Ilene Chaiken kam durch die kanadische und ebenfalls lesbische Sängerin k.d. lang auf den Serientitel, da diese einmal in der Öffentlichkeit „das L-Wort“ nicht über die Lippen bekam. Chaiken fand, dies sei ein guter Titel für die Serie.

### Titellied
Ab der 2. Staffel beginnt der Vorspann jeder Episode mit dem Titellied der Serie, The Way that We Live. Er wurde von der US-amerikanischen Band Betty komponiert, die sich seit Beginn ihres Schaffens auch insbesondere für die Rechte von Schwulen und Lesben einsetzt.

## Die Hauptfiguren
Ursprünglich hatte Leisha Hailey für die Rolle der Shane McCutcheon vorgesprochen, dann wurde aber Katherine Moennig dafür ausgewählt. Ilene Chaiken zufolge ist auch Moennig die einzige der L-Word-Darstellerinnen, bei denen sie sofort die entsprechende Figur vor Augen hatte, als sie sich die Castingtapes ansah.

### Bette Porter
Als Geschäftsführerin des California Arts Center (CAC) hat Bette eine verantwortungsvolle und gut bezahlte Stellung, die ihr ein finanziell unbeschwertes Leben mit ihrer langjährigen Partnerin Tina Kennard ermöglicht. Mit dieser entscheidet sie sich im Laufe der ersten Staffel für die Gründung einer Familie durch künstliche Befruchtung. Als Tina eine Fehlgeburt hat, entfernen sich Tina und Bette immer mehr voneinander. Während Tinas Distanzierung nur emotional deutlich gemacht wird, betrügt Bette sie mit Candace, einer Schreinerin, die sie bei einem außergewöhnlichen Kunstprojekt unterstützt. Als Tina davon erfährt, trennt sie sich zum Ende der ersten Staffel von Bette.
Auch beruflich werden Bette zunehmend Steine in den Weg gelegt: Radikale Christen schließen sich zu einer Bürgerinitiative zusammen, die gegen eine von Bette unterstützte Kunstausstellung vorgeht. Zum Zentrum der Streitereien wird schon bald Bettes eigene – von ihren konservativen Gegnern abgelehnte – alternative Lebensart als Lesbe. Tina lässt sich erneut befruchten und bringt die gemeinsame Tochter Angelica zur Welt, aber ihre Beziehung scheitert zunächst trotz intensiver Bemühungen. Streitpunkt wird mehrmals das gemeinsame Sorgerecht und Tinas neue Beziehung zu einem Mann.
Bette kündigt ihren zweiten Job als Dekanin an der kalifornischen Kunsthochschule, wo sie eine längere Affäre mit der gehörlosen Bildhauerin Jodi Lerner begonnen hatte. Sie eröffnet mit der heterosexuellen Kelly Wentworth, einer früheren unerwiderten Collegeliebe, eine gemeinsame Kunstgalerie und versöhnt sich schließlich in der fünften Staffel mit Tina.

### Tina Kennard
Tina, die mit Bette ihre erste homosexuelle Partnerschaft erlebt, hat sich künstlich befruchten lassen und verkraftet den Verlust ihres ungeborenen Babys nur schwer. Sie distanziert sich zunehmend von Bette und leidet verstärkt an Depressionen. Ablenkung erfährt sie jedoch durch ein soziales Projekt für Kinder, in dem sie sich mit viel Eifer engagiert. Als sie erfährt, dass Bette eine Affäre mit einer anderen Frau hat, beendet sie ihre gemeinsame siebenjährige Beziehung. Zu Beginn der zweiten Staffel wird bekannt, dass Tina sich erneut befruchten ließ und dieses Kind austragen will.
Sie lernt Helena Peabody kennen, eine einflussreiche Geldgeberin für Kulturprojekte aller Art, zu den unterstützten Projekten zählte auch Bettes Kunstmuseum. Helena vergibt an das Kunstmuseum allerdings keine Gelder mehr, sondern unterstützt stattdessen Tinas Projekt für sozial benachteiligte Kinder. Zudem beginnt Helena, zum Ärger Bettes, eine Affäre mit Tina. Diese lässt sich erneut künstlich befruchten, und nach der Geburt Angelicas nähern sich Bette und Tina wieder an, trennen sich aber erneut und Tina geht eine heterosexuelle Beziehung mit Henry ein. Erst in Staffel 5 finden Tina und Bette wieder zusammen.

### Shane McCutcheon
Shane ist eine androgyne Friseurin und bekannt als Herzensbrecherin. Sie schätzt ihre Unabhängigkeit und hat Angst vor Nähe, daher lässt sie sich nur auf One-Night-Stands ein. Nicht immer verstehen die Geliebten, dass Shane keine feste Beziehung will. Dennoch ist sie bei Frauen sehr beliebt. Ihre Kindheit verbrachte sie überwiegend in Heimen, war schon früh auf sich allein gestellt und prostituierte sich in ihrer Jugend, um sich über Wasser zu halten.
Nach einer kurzen Affäre mit der älteren Cherie Jaffe ist Carmen die erste, bei der sie sich fallen lässt und zu der sie Vertrauen aufzubauen bereit ist. Durch den Tod ihrer Freundin Dana nachdenklich geworden, macht Shane Carmen einen Heiratsantrag, lässt sie dann aber vor dem Altar stehen. Shanes Vater, den sie nach langer Zeit wiedersieht, verlässt auf ihrer Hochzeitsfeier seine Frau und seinen Sohn, um mit einer anderen Frau durchzubrennen. Die verlassene Frau verschwindet ebenfalls, so dass sich Shane fortan um ihren Halbbruder Shay kümmern muss. Dadurch lernt sie Verantwortung zu übernehmen und sich für eine feste Bindung mit Paige Sobel zu öffnen. Nachdem Shanes Vater seinen Sohn wieder zu sich nimmt, fällt Shane in ihre alten Gewohnheiten zurück, betrügt Paige und wird schließlich von ihr verlassen. In Staffel 5 und 6 wird Molly Kroll, die Tochter von Bettes Chefin, ihre Geliebte.

### Dana Fairbanks
Dana ist Profi-Tennisspielerin und ungeoutet lesbisch, da sie Bedenken hat, dass ein Coming-out ihrer Karriere schaden könnte. Ihre noch recht frische Beziehung zu der Köchin Lara zerbricht an diesem Versteckspiel. Als sich herausstellt, dass Werbepartner sie als selbstbewussten, lesbischen Tennisstar vermarkten wollen, outet sie sich schließlich und ist seitdem gefragter denn je. In diesem Zusammenhang lernt sie auch Tonya, ihre spätere Managerin und Verlobte, kennen. Dana löst die Verlobung kurz vor der Hochzeit, nachdem Alice ihre Gefühle ihr gegenüber offenbarte. Als Dana Lara wiedertrifft, beendet sie die Beziehung zu Alice. Im Verlauf der dritten Staffel wird bei Dana Brustkrebs diagnostiziert, sie stirbt an den Folgen der Chemotherapie.

### Jenny Schecter
Jenny zieht nach dem Abschluss ihres Studiums zu ihrem Freund Tim nach Los Angeles, um als Schriftstellerin zu arbeiten. Auf einer Party ihrer Nachbarinnen Bette und Tina lernt sie Marina und die anderen der Clique kennen. Jenny fühlt sich zu Marina hingezogen und ist zwischen ihr und Tim hin- und hergerissen. Nachdem Tim erfährt, dass Jenny ein Verhältnis mit einer Frau hat, trennt er sich von ihr. Als Tim in der zweiten Staffel wegzieht, ziehen Shane und Jenny zusammen. Zwischen den beiden entwickelt sich eine Freundschaft, die Jenny eine Stütze ist, als sie beginnt, den sexuellen Missbrauch in ihrer Kindheit aufzuarbeiten. In der 6. Staffel wird Jenny tot aufgefunden.

### Alice Pieszecki
Offiziell bekennend bisexuell steht Alice insgeheim doch mehr auf Frauen. Sie ist Redakteurin eines Musikmagazins und Radiosprecherin einer wöchentlichen Kultsendung (The Chart = Das Schaubild). Mit ihrer besten Freundin Dana geht sie durch dick und dünn, bis sie sich schließlich ihre Liebe zu Dana eingesteht und die beiden zu Beginn der zweiten Staffel ein Paar werden. In der dritten Staffel zerbricht die Beziehung, und Alice verfällt in eine tiefe Depression. Helena versucht ihr in der Zeit beizustehen. Bei einem Speed-Dating lernt sie die Vampirologin Uta Refson kennen und gewinnt aus der kurzen Affäre neuen Lebensmut. Nach Danas Tod findet sie auch mit Lara zusammen, beide erkennen aber, dass sie keine gemeinsame Zukunft haben. Danach beginnt sie eine Beziehung mit der Soldatin Tasha. Nachdem Alice vom Sender wegen des Outings eines prominenten Sportlers entlassen wurde, wird sie Co-Moderatorin einer Fernsehshow.

### Kit Porter
Kit ist die ältere Halbschwester von Bette, Musikerin und hat einen Sohn namens David. Doch zwischen Kit und ihrem Sohn besteht wenig Kontakt, da sie Alkoholikerin war und er das nicht tolerierte. Sie ist die einzige Heterosexuelle in der Clique, lässt sich in der ersten Staffel aber dennoch kurzzeitig auf einen intensiven Flirt mit dem Dragking Ivan ein. Zu Beginn der 2. Staffel kauft sie das Café „The Planet“ und beginnt damit, ihr Leben und ihre Existenz wieder in den Griff zu bekommen. Kit verliebt sich in der dritten Staffel in den zwanzig Jahre jüngeren Angus, den Babysitter ihrer Nichte Angelica. Sie wird schwanger von Angus, treibt aber in beiderseitigem Einverständnis ab. Nachdem Angus sie mit einer jüngeren Frau betrogen hat, verlässt sie ihn.

## Besetzung und Synchronisation
Die Serie wurde in den Studios der Berliner Synchron vertont. In der ersten Staffel schrieb Heike Schroetter die Dialogbücher und führte die Dialogregie. Ab der zweiten Staffel schrieb Janina Richter zusammen mit Jörg Hartung die Dialogbücher und führte die Dialogregie.
| Schauspieler      | Rolle                     | Synchronsprecher                                    | Hauptrolle (Staffel) | Nebenrolle (Staffel) | Gastrolle (Staffel) |
| ----------------- | ------------------------- | --------------------------------------------------- | -------------------- | -------------------- | ------------------- |
| Jennifer Beals    | Bette Porter              | Heide Domanowski                                    | 1–6                  |                      |                     |
| Pam Grier         | Kate „Kit“ Porter         | Astrid Bless                                        | 1–6                  |                      |                     |
| Leisha Hailey     | Alice Pieszecki           | Ulrike Stürzbecher                                  | 1–6                  |                      |                     |
| Laurel Holloman   | Tina Kennard              | Silvia Mißbach                                      | 1–6                  |                      |                     |
| Mia Kirshner      | Jenny Schecter            | Dascha Lehmann                                      | 1–6                  |                      |                     |
| Katherine Moennig | Shane McCutcheon          | Victoria Sturm                                      | 1–6                  |                      |                     |
| Erin Daniels      | Dana Fairbanks            | Claudia Urbschat-Mingues                            | 1–3                  |                      | 4                   |
| Karina Lombard    | Marina Ferrer             | Katrin Zimmermann                                   | 1                    |                      | 4, 6                |
| Sarah Shahi       | Carmen de la Pica Morales | Ghadah Al-Akel                                      | 2–3                  |                      | 6                   |
| Rachel Shelley    | Helena Peabody            | Irina von Bentheim                                  | 3–6                  | 2                    |                     |
| Daniel Sea        | Moira/Max Sweeney         | Arianne Borbach                                     | 3–6                  |                      |                     |
| Marlee Matlin     | Jodi Lerner               | Sabine Falkenberg                                   | 4–5                  |                      | 6                   |
| Cybill Shepherd   | Phyllis Kroll             | Monica Bielenstein                                  | 4–6                  |                      |                     |
| Lauren Lee Smith  | Lara Perkins              | Melanie Hinze                                       |                      | 1–4                  |                     |
| Holland Taylor    | Peggy Peabody             | Kerstin Sanders-Dornseif (Staffel 1) Karin Buchholz |                      | 1–5                  | 6                   |
| Eric Mabius       | Tim Haspel                | Dennis Schmidt-Foß                                  |                      | 1                    | 2, 3, 6             |
| Jane Lynch        | Joyce Wischnia            | Kerstin Sanders-Dornseif                            |                      | 2–6                  |                     |
| Eric Lively       | Mark Wayland              | Michael Deffert                                     |                      | 2                    |                     |
| Dallas Roberts    | Angus Partridge           | Tobias Kluckert                                     |                      | 3–4                  | 6                   |
| Alexandra Hedison | Dylan Moreland            | Vera Teltz                                          |                      | 3, 6                 |                     |
| Janina Gavankar   | Eva „Papi“ Torres         | Angela Ringer                                       |                      | 4                    | 6                   |
| Rose Rollins      | Tasha Williams            | Anke Reitzenstein                                   |                      | 4–6                  |                     |
| Malaya Drew       | Adele Channing            | Manja Doering                                       |                      | 5–6                  |                     |

## Ausstrahlung in Deutschland
In Deutschland wurde die erste Folge am 30. Mai 2006 ab 22.15 Uhr auf ProSieben ausgestrahlt. Diese konnte in der werberelevanten Zielgruppe einen Marktanteil von 12,9 Prozent erreichen.
In Deutschland war Staffel 1 bis August 2006 und Staffel 2 ab dem 2. Juli 2009 auf ProSieben zu sehen. Die Staffeln 3 bis 5 wurden bei Sixx gezeigt.

## Gastrollen
Besetzung kleiner Gast- und Nebenrollen, z. T. über mehrere Staffeln.
- Anne Archer als Lenore Pieszecki, Alice' Mutter (Staffel 2)
- Rosanna Arquette als Cherie Jaffe, Shanes Affäre (Staffeln 1-4)
- Elizabeth Berkley als Kelly Wentworth, Bettes Studienkollegin (Staffel 6)
- Sandra Bernhard als Charlotte Birch, Jennys College-Professorin (Staffel 2)
- Élodie Bouchez als Claude, französische Autorin und Jennys Affäre (Staffel 3)
- Jessica Capshaw als Nadia Karella, Bettes studentische Hilfskraft (Staffel 4)
- Erica Cerra als Uta Refson, Alice' Affäre (Staffel 3)
- Alan Cumming als Billy Blaikie, Transvestit und Eventmanager für „The Planet“ (Staffel 3)
- Lolita Davidovich als Francesca Wolff, Marinas Geliebte (Staffel 1)
- Ossie Davis als Melvin Porter, Bettes und Kits Vater (Staffeln 1-2)
- Snoop Dogg als Slim Daddy (Staffel 1)
- Charles S. Dutton als Benjamin Bradshaw, Kits Affäre (Staffeln 2-3)
- Clementine Ford als Molly Kroll, Shanes Geliebte (Staffeln 5-6)
- Kate French als Niki Stevens, Schauspielerin und Jennys feste Freundin (Staffel 5)
- Tony Goldwyn als Burr Connor, Actionstar (Staffel 2)
- Sandrine Holt als Catherine Rothberg, Helenas Gläubigerin (Staffel 4)
- Aidan Jarrar als Shay, Shanes Halbbruder (Staffeln 3-4)
- Elizabeth Keener als Dawn Denbo, Besitzerin der „SheBar“ (Staffel 5)
- Lucy Lawless als Sgt. Marybeth Duffy (Staffel 6)
- Kristanna Loken als Paige Sobel, Shanes Geliebte (Staffeln 4-5)
- Kelly Lynch als Dragking Ivan, Kits Verehrer (Staffeln 1-2)
- Camryn Manheim als Veronica Bloom, Shane ist ihre Assistentin (Staffeln 2-3)
- Heather Matarazzo als Stacey Merkin, Journalistin (Staffel 4)
- Kelly McGillis als Colonel Gillian Davis, Tashas Anklägerin im Militärgerichtsverfahren (Staffel 5)
- Mei Melançon als Jamie Chen, Alice' und Tashas Freundin (Staffel 6)
- Tammy Lynn Michaels als Lacey, Shanes Stalker (Staffel 1)
- Jon Wolfe Nelson als Tom Mator, Jodis Übersetzer und Max' Geliebter (Staffeln 4-6)
- Lucia Rijker als Dusty, Danas Trainerin (Staffel 2) und Helenas Zellengenossin (Staffel 5)
- Eric Roberts als Gabriel McCutcheon, Shanes Vater (Staffeln 3-4)
- Julian Sands als Nick Barashov, Professor und Jennys College-Affäre (Staffel 1)
- Annabella Sciorra als Kate Arden, Regisseurin (Staffel 4)
- Cobie Smulders als Leigh Ostin, Helenas Affäre (Staffel 2)
- Helen Shaver als Fay Buckley, Erzfeindin von Bettes CAC (Staffel 1)
- Guinevere Turner als Gabby Deveaux, Alice' Ex (Staffeln 2, 6)
- Alicia Leigh Willis als Cindi Tucker, Dawns Geliebte (Staffel 5)

### Gaststars
Cameoauftritte prominenter Personen.
- Betty (Staffeln 2-3)
- Nona Hendryx (Staffel 3)
- Arianna Huffington (Staffel 2)
- Sharon Isbin (Staffel 2)
- Russell Simmons (Staffel 3)
- Gloria Steinem (Staffel 2)

### Musikauftritte
Auftritte von Bands und Musikern in der Serie.
- The B-52s (Staffel 3)
- Goldfrapp (Staffel 4)
- Heart (Staffel 2)
- Peaches (Staffel 2)
- Shawn Colvin (Staffel 2)
- Sleater-Kinney (Staffel 3)
- Tegan and Sara (Staffel 3)